# میلس، تیرول
میلس تیرول (به آلمانی: Mils) یک شهر در اتریش است که در اینسبروک لند واقع شده‌است. میلس تیرول ۶٫۹۳ کیلومتر مربع مساحت دارد ۶۰۵ متر بالاتر از سطح دریا واقع شده‌است.